# Skate of Mind
Skate of Mind je sportovně cestovatelská video-série zachycená očima českého profesionálního skateboardisty Maxima Habance, která umožňuje nahlédnout do života mladých lidí pohybujících se kolem extrémních sportů, zejména skateboardingu.
Pilotní díl natočený v Barceloně vyšel v roce 2015 a na základě pozitivních ohlasů diváků vznikla celá 7 dílná série Skate of Mind. V roce 2016 bylo natočeno pokračování v podobě krátkého 40 minutového filmu s názvem Skate of Mind 2 a později v roce 2018 následoval 75 minutový film Skate of Mind 3 s podtitulem "Cesta kolem světa".
O vizuální stránku celého projektu se postaral kameraman Martin "Flash" Štembera a také fotograf Lukáš Wagneter.

## Skate of Mind
Vyjma 2. dílu z Abú Dhabí a Dubaje se celá série odehrává v evropských metropolích jako je Vídeň, Varšava či Praha. Vzhledem k tomu, že se v každé destinaci objevují velmi vyhledávané spoty, lze na dokument nahlížet také jako na průvodce pro skateboardisty, kteří se rozhodnou cestovat po Evropě.
| Rok  | Země                    | Město            | Název                |
| ---- | ----------------------- | ---------------- | -------------------- |
| 2015 | Španělsko               | Barcelona        | Skate of Mind S01E01 |
| 2015 | Spojené arabské emiráty | Abú Dhabí, Dubaj | Skate of Mind S01E02 |
| 2015 | Maďarsko                | Budapešť         | Skate of Mind S01E03 |
| 2015 | Španělsko               | Bilbao           | Skate of Mind S01E04 |
| 2015 | Rakousko Slovensko      | Vídeň Bratislava | Skate of Mind S01E05 |
| 2015 | Česko                   | Praha            | Skate of Mind S01E06 |
| 2016 | Polsko Chorvatsko       | Varšava Split    | Skate of Mind S01E07 |

## Skate of Mind 2
Premiéra filmu Skate of Mind 2 probíhala v říjnu roku 2017 v Praze, Pardubicích, Brně, Bratislavě a Košicích. Následně byl film 26. října zpřístupněn ke zhlédnutí online na YouTube. Kromě Maxima Habance a Jirky Hronka se natáčení zúčastnili také zahraniční skateboardisté Alex Mizurov, Egor Kaldikov, Konstantin Kabanov, Kyle Ke a Max Kruglov.
| Rok  | Země      | Město                 | Název                      |
| ---- | --------- | --------------------- | -------------------------- |
| 2017 | Rusko     | Moskva, Petrohrad     | Skate of Mind / Full movie |
| 2017 | Thajsko   | Bangkok, Čiang Mai    | Skate of Mind / Full movie |
| 2017 | Tchaj-wan | Tchaj-pej, Tchaj-čung | Skate of Mind / Full movie |

## Skate of Mind 3
Třetí díl série měl premiéru 17. ledna 2018 v pražské Pragovce, v prostorech, kde se nachází Red Bull MaxSpace. Promítání probíhalo také v dalších městech napříč ČR a skončilo 10. března 2018 v Košicích na Slovensku. Na jednotlivých zastávkách byli přítomni všichni účastníci Skate of Mind 3, tj. Maxim Habanec, Martin Pek, David Luu, Daniel Rahman, kameraman Martin Štembera a fotograf Lukáš Wagneter. Součástí všech promítání byla také výstava fotografií z cesty.
Natáčení Skate of Mind 3 trvalo celkem 55 dní, při přeletech do dalších destinací se vystřídalo 8 časových pásem a vznikly záběry z 16 měst po celém světě.
| Rok  | Země                    | Město                            | Název                               |
| ---- | ----------------------- | -------------------------------- | ----------------------------------- |
| 2018 | Velká Británie          | Londýn                           | Skate of Mind 3 / Cesta kolem světa |
| 2018 | USA                     | New York, Los Angeles, Las Vegas | Skate of Mind 3 / Cesta kolem světa |
| 2018 | Japonsko                | Tokio, Icukušima, Kjóto, Ósaka   | Skate of Mind 3 / Cesta kolem světa |
| 2018 | Tchaj-wan               | Tchaj-pej                        | Skate of Mind 3 / Cesta kolem světa |
| 2018 | Čína                    | Hongkong                         | Skate of Mind 3 / Cesta kolem světa |
| 2018 | Indonésie - Bali        | Denpasar                         | Skate of Mind 3 / Cesta kolem světa |
| 2018 | Indie                   | Kóčin                            | Skate of Mind 3 / Cesta kolem světa |
| 2018 | Spojené arabské emiráty | Abú Dhabí, Dubaj                 | Skate of Mind 3 / Cesta kolem světa |